# 2005年バレーボール・ワールドグランプリ
2005年ワールドグランプリ（英語: 2005 FIVB World Grand Prix)は、2005年6月24日から7月18日にかけて、日本の仙台市体育館を中心とした全10会場で行われた、国際バレーボール連盟（FIVB）の主催する第13回目のワールドグランプリである。この大会は、世界の強豪国チームをアジア地区に集め、以ってバレーボール技術の向上とテレビ放送によるバレーボール競技の普及・振興をはかる目的で実施される国際大会で、2005年第13回大会にはアジア、ヨーロッパ、北中米、南米からそれぞれ12か国の代表が出場した。
なお、この大会の様子は、フジネットワーク系列のテレビ局によって独占中継された。

## 概要
今大会においては、必ずしもトップメンバーを代表に加えていない国も見られることや、アテネオリンピック銀メダルのロシアが出場していなかった。
決勝リーグ進出国についてみていくと、優勝のブラジルはアテネ五輪ベスト4、イタリアはベスト8、中国は金メダル、キューバは銅メダル、オランダが予選リーグ敗退であった。
日本代表は、今回の大会で竹下佳江や菅山かおるなどのベテラン選手の積極的な起用が目立った。一方で、アテネオリンピックで一躍その名を知らしめた長身の若手選手である大山加奈、栗原恵などは今回代表に選ばれなかった。こうした布陣で望んだ今大会で、セッター竹下などの活躍もあって、速攻や時間差攻撃、フェイント、ブロックなどで得点機につなげるシーンも多く見られたが、一方で長身の外国選手の強いスパイクに対しては、時に全く歯が立たないような様子を見せた。

### テレビ中継と不祥事
大会はフジテレビジョンと地元仙台放送が中心となって系列各社で放送された。
フジテレビのバレーボール中継では、1995年のワールドカップ以降、日本の大手芸能事務所であるジャニーズ事務所とタイアップし、時にその新グループのお披露目の場となっていた。この大会でも、2003年のワールドカップでデビューしたNEWSが大会を盛り上げる役割を担っていた。またフジテレビのバレーボール関係は、菊間千乃アナウンサーが父の菊間崇祠が高校バレーボール界の有名な指導者であったこともあり、入社以来長くメイン担当を務めていた。
大会終了後、NEWSの当時未成年のメンバーが打ち上げの宴席で飲酒し、その場に菊間アナが同席していたことがマスコミで報じられた。この事態を受けて、ジャニーズ事務所はこの未成年メンバーを無期限謹慎処分とし、フジテレビの村上光一社長は菊間アナを減給・減俸の上担当番組を全て降板させる処分を行った（この影響もあり2007年12月に退社）。これにより、フジテレビではバレーボール担当アナウンサーを、元アイドルで高校時代バレーボール部に所属していた経験を有する平井理央アナウンサーに替えた。

## 競技方法
本大会では、予選リーグとして、毎週金曜日から日曜日にかけて3会場において4チームずつの総当りのリーグ戦を行い、これを3週間繰り返して各チームはそれぞれ合計9試合を戦った。日本の仙台市体育館で行われた決勝リーグへは、開催国日本および、日本を除く上位5カ国の計6カ国が進出した。また、本大会では、決勝リーグ進出国を決するための12カ国総合順位とは別に、それぞれの4カ国ずつのグループ出の順位も合わせて決定しされた。

## 出場国
| アジア - 中国 - 日本 - 韓国 - タイ | ヨーロッパ - イタリア - オランダ - ポーランド - ドイツ | 北中米、南米 - アメリカ合衆国 - キューバ - ドミニカ共和国 - ブラジル |

## 1次ラウンド
|     | Team           | Points | G | W | L | PW  | PL  | Ratio | SW | SL | Ratio |
| --- | -------------- | ------ | - | - | - | --- | --- | ----- | -- | -- | ----- |
| 1.  | 中華人民共和国 | 17     | 9 | 8 | 1 | 689 | 553 | 1.293 | 24 | 4  | 6.000 |
| 2.  | ブラジル       | 17     | 9 | 8 | 1 | 763 | 624 | 1.223 | 24 | 8  | 3.000 |
| 3.  | キューバ       | 17     | 9 | 8 | 1 | 758 | 678 | 1.118 | 25 | 6  | 4.167 |
| 4.  | イタリア       | 15     | 9 | 6 | 3 | 673 | 576 | 1.168 | 19 | 9  | 2.111 |
| 5.  | 日本           | 15     | 9 | 6 | 3 | 771 | 665 | 1.159 | 21 | 11 | 1.909 |
| 6.  | オランダ       | 14     | 9 | 5 | 4 | 698 | 627 | 1.113 | 19 | 12 | 1.583 |
| 7.  | ポーランド     | 14     | 9 | 5 | 4 | 621 | 674 | 0.921 | 15 | 15 | 1.000 |
| 8.  | アメリカ合衆国 | 13     | 9 | 4 | 5 | 740 | 757 | 0.978 | 16 | 19 | 0.842 |
| 9.  | 韓国           | 11     | 9 | 2 | 7 | 556 | 708 | 0.758 | 7  | 23 | 0.304 |
| 10. | ドイツ         | 10     | 9 | 1 | 8 | 692 | 754 | 0.918 | 7  | 26 | 0.269 |
| 11. | Dominican R.   | 10     | 9 | 1 | 8 | 604 | 777 | 0.777 | 7  | 26 | 0.269 |
| 12. | タイ           | 9      | 9 | 0 | 9 | 519 | 711 | 0.730 | 2  | 27 | 0.074 |

## 決勝ラウンド
|    | Team           | Points | G | W | L | PW  | PL  | Ratio | SW | SL | Ratio |
| -- | -------------- | ------ | - | - | - | --- | --- | ----- | -- | -- | ----- |
| 1. | ブラジル       | 9      | 5 | 4 | 1 | 452 | 425 | 1.064 | 12 | 8  | 1.500 |
| 2. | イタリア       | 8      | 5 | 3 | 2 | 461 | 416 | 1.108 | 13 | 7  | 1.857 |
| 3. | 中華人民共和国 | 8      | 5 | 3 | 2 | 407 | 378 | 1.077 | 11 | 7  | 1.571 |
| 4. | キューバ       | 8      | 5 | 3 | 2 | 470 | 487 | 0.965 | 12 | 10 | 1.200 |
| 5. | 日本           | 6      | 5 | 1 | 4 | 415 | 454 | 0.914 | 6  | 13 | 0.462 |
| 6. | オランダ       | 6      | 5 | 1 | 4 | 407 | 452 | 0.900 | 5  | 14 | 0.357 |

- 7月13日

|                |       |          |                               |  |
| 中華人民共和国 | 2 – 3 | キューバ | 25-10 25-20 19-25 20-25 13-15 |  |
| オランダ       | 0 – 3 | ブラジル | 22-25 22-25 14-25             |  |
| イタリア       | 3 – 0 | 日本     | 25-12 25-21 25-14             |  |

- 7月14日

|                |       |          |                               |  |
| 中華人民共和国 | 0 – 3 | イタリア | 16-25 21-25 22-25             |  |
| キューバ       | 2 – 3 | ブラジル | 16-25 25-21 25-22 21-25 14-16 |  |
| 日本           | 3 – 1 | オランダ | 22-25 25-20 28-26 25-22       |  |

- 7月16日

|          |       |                |                         |  |
| イタリア | 3 – 1 | キューバ       | 25-18 21-25 32-30 25-15 |  |
| オランダ | 1 – 3 | 中華人民共和国 | 25-21 22-25 20-25 19-25 |  |
| ブラジル | 3 – 1 | 日本           | 25-20 25-27 25-20 25-22 |  |

- 7月17日

|                |       |          |                               |  |
| イタリア       | 2 – 3 | オランダ | 26-24 25-18 24-26 21-25 10-15 |  |
| 中華人民共和国 | 3 – 0 | ブラジル | 25-18 25-17 25-19             |  |
| キューバ       | 3 – 2 | 日本     | 21-25 25-20 20-25 28-26 17-15 |  |

- 7月18日

|          |       |                |                              |  |
| オランダ | 0 – 3 | キューバ       | 20-25 22-25 20-25            |  |
| ブラジル | 3 – 2 | イタリア       | 25-20 22-25 25-21 27-29 15-7 |  |
| 日本     | 0 – 3 | 中華人民共和国 | 23-25 22-25 23-25            |  |

## 最終結果
| 順位 | 国名           | 決勝リーグ成績 | セット率       |
| ---- | -------------- | -------------- | -------------- |
| 1    | ブラジル       | 4勝1敗         | 1.500          |
| 2    | イタリア       | 3勝2敗         | 1.857          |
| 3    | 中国           | 3勝2敗         | 1.571          |
| 4    | キューバ       | 3勝2敗         | 1.200          |
| 5    | 日本           | 1勝4敗         | 0.462          |
| 6    | オランダ       | 1勝4敗         | 0.357          |
| 7    | ポーランド     | 予選リーグ敗退 | 予選リーグ敗退 |
| 8    | アメリカ合衆国 | 予選リーグ敗退 | 予選リーグ敗退 |
| 9    | 韓国           | 予選リーグ敗退 | 予選リーグ敗退 |
| 10   | ドイツ         | 予選リーグ敗退 | 予選リーグ敗退 |
| 11   | ドミニカ共和国 | 予選リーグ敗退 | 予選リーグ敗退 |
| 12   | タイ           | 予選リーグ敗退 | 予選リーグ敗退 |